# Тилоцефал
Тилоцефал (Tylocephale, букв. «набрякла голова») — рід пахіцефалозаврових динозаврів, група купологолових травоїдних птахотазових, що жили у пізньому кампані (75—73 мільйони років тому) пізньої крейди на території сучасної Монголії. Він відомий за частковим черепом і пов'язаною з ним нижньою щелепою, які були розкопані в 1971 році польсько-монгольською експедицією в формації Барун-Гойот в пустелі Гобі. Зразок був описаний у 1974 році польськими палеонтологинями Терезою Маріянською та Гальшкою Осмульською як новий рід і вид — Tylocephale gilmorei. 
Він був середнього розміру для пахіцефалозавра, досягаючи 2 м завдовжки й 40 кг маси тіла. 